# Sebastes moseri
Sebastes moseri és una espècie de peix pertanyent a la família dels sebàstids i a l'ordre dels escorpeniformes.

## Etimologia
Sebastes prové del mot grec sebastes (august, venerable), mentre que moseri fa referència a l'ictiòleg H. Geoffrey Moser.

## Descripció
La femella fa 16,4 cm de llargària màxima. 13 espines i 15 radis tous a l'única aleta dorsal i 3 espines i 9 radis tous a l'anal. 27 vèrtebres. 1 única línia lateral, la qual és contínua. 38-38 branquiespines. Absència d'aleta adiposa.

## Reproducció
És de fecundació interna i vivípar.

## Alimentació
El seu nivell tròfic és de 3,09.

## Hàbitat i distribució geogràfica
És un peix marí, semipelàgic, demersal (entre 128 i 183 m de fondària) i de clima subtropical, el qual viu al Pacífic nord-oriental: els esculls rocallosos de Califòrnia (com ara, l'illa Sant Climent i a 68 quilòmetres de distància de la boia més externa del port de San Diego).

## Observacions
És inofensiu per als humans i el seu índex de vulnerabilitat és moderat (39 de 100).